# Bubopsis rubrapunctata
Bubopsis rubrapunctata là một loài côn trùng trong họ Ascalaphidae thuộc bộ Neuroptera. Loài này được Ghosh miêu tả năm 1981.